# Monticello (Kentucky)
Monticello város az USA Kentucky államában. Lakosainak száma 5753 fő (2020. április 1.).

## Népesség
A település népességének változása:

| 2010 | 6 188 |
| 2020 | 5 753 |